# Luis G. Iberni
Luis Gracia Iberni (Zaragoza, 1964 — Zaragoza, 3 de diciembre de 2007) fue un musicólogo y crítico español, catedrático en la Universidad Complutense de Madrid. Solía firmar sus colaboraciones en la prensa como Luis G. Iberni,  abreviando su primer apellido.

## Carrera académica
Estudió Historia de la Música en la Universidad de Oviedo y consiguió el Premio Extraordinario del Doctorado, con una tesis sobre Ruperto Chapí. Consiguió la Cátedra de Música Española en la Universidad de Oviedo. Dirigió los cursos de gestión musical que se celebraban en Gijón. Más tarde ganó la cátedra de Historia de la Música de la Universidad Complutense de Madrid,  donde dirigió el Aula de Música.

## Investigaciones y otras actividades
Escribió diferentes obras sobre Ruperto Chapí y Pablo Sarasate, de los que era especialista. Fue el creador de las Jornadas Internacionales de Piano de Oviedo, presentó en Zaragoza la zarzuela barroca aragonesa Tetis y Peleo, colaboró en diferentes medios de comunicación como Heraldo de Aragón, La Nueva España, Diario de Mallorca, ABC, Antena 3 y la SER. En 2007, antes de su inesperada muerte, se encontraba trabajando en una obra sobre Pablo Sarasate.
Sus restos fueron incinerados en el cementerio de Torrero de Zaragoza.

## Premios
Logró el Premio Nacional de Periodismo Musical de la Fundación Jacinto e Inocencio Guerrero. 
- Datos: Q5983498